# IVC 2
IVC 2 - A Question of Pride foi o segundo evento do International Vale Tudo Championship. Foi realizado no dia 15 de Setembro de 1997. Foi, também, o primeiro evento com a regra "Proibido colocar as mãos ou pés dentro da sunga do adversário".
Para Sérgio Batarelli, o presidente e promoter do evento, o confronte entre Wanderlei Silva e Artur Mariano foi a maior luta de Vale Tudo de todos os tempos.